# Huntley (Nebraska)
Huntley es una villa ubicada en el condado de Harlan en el estado estadounidense de Nebraska. En el Censo de 2010 tenía una población de 44 habitantes y una densidad poblacional de 48,26 personas por km².

## Geografía
Huntley se encuentra ubicada en las coordenadas 40°12′38″N 99°17′26″O / 40.21056, -99.29056. Según la Oficina del Censo de los Estados Unidos, Huntley tiene una superficie total de 0.91 km², de la cual 0.91 km² corresponden a tierra firme y (0%) 0 km² es agua.

## Demografía
Según el censo de 2010, había 44 personas residiendo en Huntley. La densidad de población era de 48,26 hab./km². De los 44 habitantes, Huntley estaba compuesto por el 100% blancos, el 0% eran afroamericanos, el 0% eran amerindios, el 0% eran asiáticos, el 0% eran isleños del Pacífico, el 0% eran de otras razas y el 0% pertenecían a dos o más razas. Del total de la población el 11.36% eran hispanos o latinos de cualquier raza.